# Wiktor Georgijewitsch Wesselago

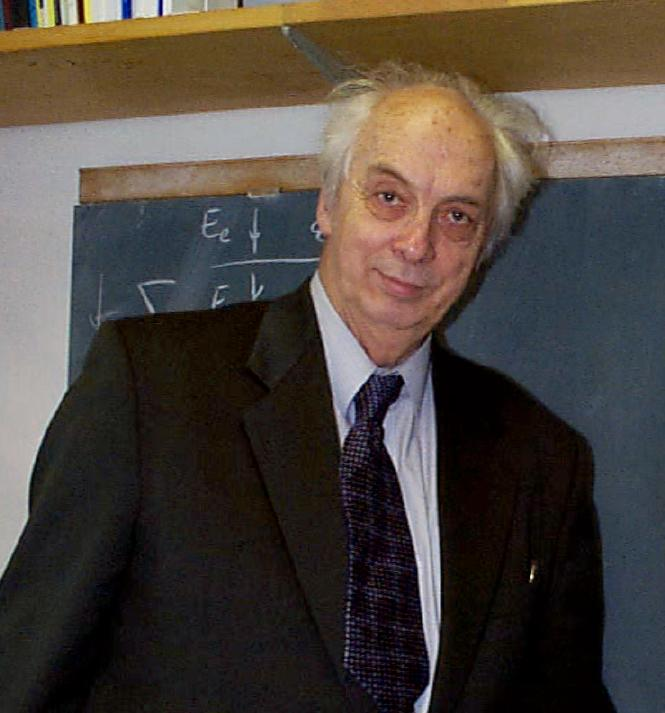
Professor Wesselago

Wiktor Georgijewitsch Wesselago, auch in der Schreibweise Victor Veselago bekannt (* 13. Juni 1929 in der Oblast Saporischschja, Ukrainische SSR; † 15. September 2018) war ein russischer theoretischer Physiker.

## Arbeitsfeld
Wesselago sagte 1967 die Existenz von Materialien mit negativen Brechungsindizes vorher. Damit eröffnete er das vollkommen neue Forschungsfeld der Metamaterialien. Später gelang John Pendry vom Imperial College London und David Smith von der University of California in San Diego die Herstellung solcher Materialien.

## Veröffentlichungen
Einige früher bzw. oft zitierte Veröffentlichungen sind:
- V. G. Veselago: The electrodynamics of substances with simultaneously negative values of ε and μ. In: Usp. Fiz. Nauk. Band 92, 1964, S. 517–526.
- V. G. Veselago: Properties of materials having simultaneously negative values of the dielectric and magnetic susceptibilities. In: Sov. Phys. Solid State. Band 8, Nr. 12, 1967, S. 2854–2856.
- V. G. Veselago: The electrodynamics of substances with simultaneously negative values of ε and μ. In: Soviet Physics Uspekhi. Band 10, Nr. 4, 1968, S. 509–514, doi:10.1070/PU1968v010n04ABEH003699.
- V.G. Veselago: Electrodynamics of materials with a negative index of refraction. In: Uspekhi Fizicheskikh Nauk. Band 173, Nr. 7, 2003, S. 790–795.
- V.G. Veselago, E.E. Narimanov: The left hand of brightness: Past, present and future of negative index materials. In: Nature Materials. Band 5, Nr. 10, 2006, S. 759–762.